# Via Catalana 2014
La Via Catalana 2014, o V, va ésser una concentració multitudinària que va omplir l'Avinguda Diagonal i la Gran Via de les Corts Catalanes de Barcelona amb l'objectiu de reivindicar el referèndum sobre la independència de Catalunya i la independència de Catalunya. La concentració va comptar amb la participació d'1,8 milions de manifestants segons les dades de la Guàrdia Urbana.

## Descripció
L'Assemblea Nacional Catalana (ANC) i Òmnium Cultural van organitzar una concentració entre l'avinguda Diagonal, la Gran Via de les Corts Catalanes i amb vèrtex a la Plaça de les Glòries Catalanes de Barcelona, formant una «V» «de via, voluntat, votar i de victòria», segons afirmà l'organització. Va aplegar 1.800.000 participants, segons dades de la Guàrdia Urbana.
L'objectiu era reivindicar la celebració d'un referèndum d'independència i la independència de Catalunya.
La concentració, i la resta d'esdeveniments organitzats per l'ANC amb motiu de la diada del 2014, es van aprovar a l'assemblea general de l'Assemblea Nacional Catalana del 5 d'abril de 2014 celebrada a la Tarraco Arena Plaça de Tarragona, on també es va anunciar el full de ruta 2014–2015. Aquest full de ruta va rebre crítiques pel que feia al control de la sobirania de Catalunya, si bé segons Jaume Marfany, vicepresident de l'ANC, «la nostra via cap a la independència és radicalment pacífica i democràtica».
Per la presidenta de l'ANC, Carme Forcadell, «l'Onze de Setembre del 2012 vam demostrar que érem molts, el 2013, que estàvem preparats, i el 2014 ho farem. Nosaltres decidirem, perquè contra la voluntat democràtica i pacífica d'un poble no hi ha res a fer».
El 14 d'agost, el president de l'entitat espanyolista Societat Civil Catalana, Josep Ramon Bosch, va manifestar en una entrevista a l'emissora de ràdio COPE que, malgrat els pocs inscrits, «hi hauria molta gent al carrer».